# Дихлоробис(циклопентадиенил)ниобий
Дихлоробис(циклопентадиенил)ниобий — хлорид металлоорганического
сэндвичевого комплексного соединения
ниобия и циклопентадиена
с формулой Nb(C5H5)2Cl2,
чёрные или коричневые кристаллы.

## Получение
- Многоступенчатый синтез из хлорида ниобия(V) и циклопентадиенила натрия.

## Физические свойства
Дихлоробис(циклопентадиенил)ниобий образует чёрные или коричневые парамагнитные кристаллы
моноклинной сингонии,
пространственная группа P 21/b,
параметры ячейки a = 1,374 нм, b = 1,221 нм, c = 1,316 нм, β = 107,7°
.
Относительно устойчивые на воздухе,
не растворяется в органических растворителях.